# 睡衣派對 (歌曲)
《睡衣派對》是美國女歌手布蘭妮·斯皮爾斯的一首歌曲，收錄於她第九張錄音室專輯《榮耀強襲》。歌曲的單曲版本與美國歌手蒂娜雪合唱，於2016年11月16日發行。

## 音樂錄像帶

### 背景與發展
歌曲的音樂錄像帶由曾為菲姬、妮琪·米娜、肯德里克·拉馬爾等知名歌手合作的黑人導演科林·蒂利負責執導，並於2016年10月25日進行拍攝。布蘭妮在當天於社交應用軟件Instagram上傳了自己與歌手蒂娜雪於拍攝場景的合照 ，其後蒂娜雪亦上傳了同一張照片，並附上「當傳聞都是真實並且你與自己的偶像合作時所做的表情，基本上你整個人生都在夢裡所以你為布蘭妮而裝可愛但內裡已經死了」的解說。不久後布蘭妮亦上傳了一張她與伴舞們及導演於紫藍色的房間裡的合照。《數碼間諜》的路易斯·康納指出「藍色燈光和挑逗性的服裝的視覺效果非常誘人」。在「Extra」與馬里奧·羅培茲的訪問中，布蘭妮指出歌曲的音樂錄像帶將會成為史丹利·寇比力克的電影「大開眼戒」的年輕版，並補充說「這有點大膽、非常性感、非常難捉摸，很有趣！」在MTV於Snapchat的採訪中，她補充說「氛圍就是你在視頻中所看到的。驚艷的服裝、活力、舞蹈、以及人物。我們拍攝了描繪一個令人難以置信的聚會的音樂錄像帶，這就是它被呈現的感覺。」歌曲的音樂錄像帶在2016年11月18日公開，於MTV在Snapchat上的頁面先行發佈，其後於Youtube及Vevo上公開。

### 概要
音樂錄像帶以布蘭妮「穿著紅色裙子走進大宅。進內後，她被噴射火焰的人以及很多準備狂歡的人迎接」開始，《福斯新聞頻道》這樣形容。其後她「被大宅的主人所注視，一個臉上戴上大衛·寶兒式的閃電的男人」，《告示牌》這樣形容。他們補充說:「蒂娜雪在故事的中段出現，穿上盛裝參加睡衣派對，她倆穿上睡衣逗人喜愛地攤在沙發上，然後開始跳起性感的舞蹈。」她們亦「令到房間充滿了泡沫，煙霧和閃爍的燈光。」在錄像帶中，布蘭妮「換上一系列的性感服飾 — 一些黑色女性內衣，以及其他蓬鬆的藍色公主裙子」，並爬過桌子和「舔掉溢出的牛奶」。

### 反應
音樂錄像帶獲得大眾正面的反應。《哈芬登郵報》的Cole Delbyk形容音樂錄像帶「拯救了2016年」，並與她的經典音樂錄像帶《愛情奴隸》作比較。《告示牌》則形容錄像帶為「純粹的放縱」。《美國週刊》則形容錄像帶「太火辣去應付」。《Fuse》的Emilee Lindner對像帶態度極其正面:「這太火辣。這太沉重。這是一個布蘭妮·斯皮爾斯的錄像帶。這甚至以在桌子上朝向鏡頭爬行的方式重新呈現了她《中你的毒》的經典動作。」《數碼間諜》的Lewis Corner認為「肯定地這是她生涯至今其中一個最火辣的錄像帶」，並補充說「這兩人在誘人視覺裡看起來絕對完美無瑕。」《E! News》的Zac Johnson指出「從《男朋友》後布蘭妮從未在派對中走動的如此像藝術」，並稱讚布蘭妮與蒂娜雪之間的化學作用，以及布蘭妮趴在桌子上舔掉溢出的牛奶的一幕。
《時代》的Cady Lang指出「錄像帶使我們想起那個全盛期時我們人人都認識及喜愛的布蘭妮 — 也就是說這並不缺乏身體的魅力、精心設計的群舞動作、糖果顏色風的服裝、以及在這大人的睡衣派對中的緊緻腹肌」。《偏鋒雜誌》的Alexa Camp指出布蘭妮在餐桌上舔掉溢出的牛奶的一幕使他想起麥當娜1989年的《表現自我》音樂錄像帶其中一幕，並形容這是個「有趣、肆無忌憚以及看起來奢華的錄像帶」。《Spin》的Anna Gaca認為錄像帶「比牽強以及充滿廣告的《讓我...》錄像帶好太多」，並補充說「蒂娜雪的聲音足以令你懷疑為何會曾經推出一個沒有她的歌曲版本」。

## 歌曲列表
- 數字下載

1. "睡衣派對 Slumber Party" featuring Tinashe – 3:34

- 混音 EP

1. "睡衣派對 Slumber Party" featuring Tinashe (Bad Royale Remix) – 3:12
2. "睡衣派對 Slumber Party" featuring Tinashe (Marc Stout & Scott Svejda Remix) – 3:52
3. "睡衣派對 Slumber Party" featuring Tinashe (Bimbo Jones Remix) – 3:54
4. "睡衣派對 Slumber Party" featuring Tinashe (Danny Dove Remix) – 3:40
5. "睡衣派對 Slumber Party" featuring Tinashe (Misha K Remix) – 3:35

## 銷售榜單
| 週榜單（2016-17年）                | 最高名次 |
| ---------------------------------- | -------- |
| 加拿大（Canadian Hot 100）         | 51       |
| 法国（法國唱片出版業公會單曲榜）   | 121      |
| 匈牙利（四十强电台榜）             | 13       |
| 俄羅斯電台榜 (Tophit)              | 76       |
| 蘇格蘭（官方榜单公司單曲榜）       | 90       |
| 西班牙（西班牙音樂製作協會）       | 39       |
| 英國單曲銷量榜 (OCC)               | 73       |
| 美国（《告示牌》百大單曲榜）       | 86       |
| 美國（《告示牌》Dance Club Songs） | 1        |
| 美國（《告示牌》Pop Airplay）      | 27       |

## 發行歷史
| 地區   | 日期           | 形式               | 廠牌     | 來源   |
| ------ | -------------- | ------------------ | -------- | ------ |
| 多國   | 2016年11月16日 | 數字下載           | RCA      | [ 29 ] |
| 意大利 | 2016年11月17日 | 當代流行電台       | 索尼音樂 | [ 30 ] |
| 美國   | 2016年11月22日 | 當代流行電台       | RCA      | [ 31 ] |
| 多國   | 2016年12月23日 | 數字下載 (混音 EP) | RCA      | [ 32 ] |

## 來源
1. ↑  . directorcolintilley.com.   [2017-03-12]. （原始内容存档于2020-07-26）.
2. 1 2  Gracie, Bianca. . Fuse. 2016-10-26  [2016-10-30]. （原始内容存档于2020-08-09）.
3. 1 2  Rohwedder, Kristie. . Bustle. 2016-10-28  [2016-10-30]. （原始内容存档于2016-10-31）.
4. ↑  Hellyer, Isabelle. . i-D. 2016-10-27  [2016-10-30]. （原始内容存档于2016-10-31）.
5. ↑  Corner, Lewis. . 數碼間諜. 2016-10-26  [2016-10-30]. （原始内容存档于2016-10-27）.
6. ↑  Dinh, James. . iHeart Radio. 2016-10-27  [2016-10-30]. （原始内容存档于2016-10-31）.
7. 1 2  Geffen, Sasha. . MTV News. 2016-11-18  [2016-11-19]. （原始内容存档于2020-11-16）.
8. ↑  . 福斯新聞頻道. 2016-11-18  [2016-11-18]. （原始内容存档于2017-09-06）.
9. 1 2 3  . 告示牌. 2016-11-18  [2016-11-18]. （原始内容存档于2021-01-18）.
10. ↑  Rolling Stone. . 滾石. 2016-11-18  [2016-11-19]. （原始内容存档于2017-02-06）.
11. 1 2  Johnson, Zach. . E! Online. 2016-11-18  [2016-11-19]. （原始内容存档于2021-02-15）.
12. ↑  Delbyck, Cole. . 哈芬登郵報. 2016-11-18  [2016-11-18]. （原始内容存档于2017-03-02）.
13. ↑  French, Megan. . 美國週刊. 2016-11-18  [2016-11-19]. （原始内容存档于2021-02-25）.
14. ↑  Lindner, Emilee. . Fuse. 2016-11-18  [2016-11-19]. （原始内容存档于2020-08-09）.
15. ↑  Corner, Lewis. . 數碼間諜. 2016-11-18  [2016-11-19]. （原始内容存档于2018-10-13）.
16. ↑  Lang, Cady. . 9時代. 2016-11-18  [2016-11-18]. （原始内容存档于2016-12-23）.
17. ↑  Camp, Alexa. . 偏鋒雜誌. 2016-11-18  [2016-11-19]. （原始内容存档于2019-01-15）.
18. ↑  Gaca, Anna. . Spin. 2016-11-18  [2016-11-19]. （原始内容存档于2020-08-19）.
19. ↑  "Britney Spears Chart History (Canadian Hot 100)". Billboard.  [2016-11-29].（英語）.
20. ↑  "Lescharts.com – Britney Spears – Slumber Party". Les classement single.  [2016-11-26].（法語）.
21. ↑  "Archívum – Slágerlisták – MAHASZ". Rádiós Top 40 játszási lista. Magyar Hanglemezkiadók Szövetsége.  [2016-11-25].  （匈牙利語）.
22. ↑  . Tophit.   [2017-02-16]. （原始内容存档于2017-02-17） （俄语）.
23. ↑  "Official Scottish Singles Sales Chart Top 100". Official Charts Company.  [2016-11-26].（英語）.
24. ↑  "Spanishcharts.com – Britney Spears feat. Tinashe – Slumber Party" Canciones Top 50.  [2016-11-28].（英語）.
25. ↑  . Official Charts Company.   [2016-11-29]. （原始内容存档于2015-03-15）.
26. ↑  "Britney Spears Chart History (Hot 100)". Billboard.  [2016-11-29].（英語）.
27. ↑  "Britney Spears Chart History (Dance Club Songs)". Billboard.  [2017-02-28].（英語）.
28. ↑  "Britney Spears Chart History (Pop Songs)". Billboard.  [2016-12-28].（英語）.
29. ↑  . iTunes Store (US).   [2016-11-16]. （原始内容存档于2016-12-02）.
30. ↑  . Radioairplay.fm. 2016-11-17  [2016-11-21]. （原始内容存档于2016-11-21）.
31. ↑  . All Access.   [November 16, 2016]. （原始内容存档于2016-11-16）.
32. ↑  . Idolator.   [2016-12-20]. （原始内容存档于2024-03-02）.